# Genevieve Asenjo
Genevieve Lampasa Asenjo es una poeta y novelista en harayo, hiligueino y tagalo. Es catedrática (en inglés: full professor) en la Universidad La Salle en Manila y una de los escritores más destacados en el idioma harayo.
En 2010, estableció la Balay Sugidanën (en antiqueño: Casa de Narración), una sociedad cultural haraya.